# Abdoulaye Diabaté (pianiste)
Pour le griot d'origine malienne, voir Abdoulaye Diabaté.
Abdoulaye Diabaté, né le 29 août 1959 à Dakar et mort le 16 janvier 2025 à Boulogne-Billancourt, est un pianiste de jazz sénégalais. Il est membre fondateur du Kora Jazz Trio et du Kora Jazz Band.

## Biographie
Après 10 ans d’études au Conservatoire national de musique  à Dakar et plusieurs premiers prix (solfège, piano)[réf. souhaitée], Abdoulaye Diabaté se passionne pour le jazz et devient chef de l’Orchestre National du Sénégal au sein du Conservatoire. En 1990, il quitte son pays pour poursuivre ses études et sa carrière en Europe ; son frère, le pianiste et auteur-compositeur Madou Diabaté le remplace à la tête de l'orchestre.
Avec le soutien du producteur Gilbert Castro, en 2002, il fonde avec Djeli Moussa Diawara à la kora et Moussa Sissokho aux percussions le Kora Jazz Trio. Ce trio produit trois albums et effectue des tournées de concerts dans des clubs de jazz.  et dans plusieurs festivals de musique jazz ou africaine. En 2010, Djeli Moussa Diawara quitte le trio qui continue avec Soriba Kouyaté sous le nom de Kora Jazz Band jusqu'en 2015, date à laquelle il reprend le nom de Kora Jazz Trio.
Abdoulaye Diabaté meurt à Boulogne-Billancourt le 16 janvier 2025 à l'âge de 66 ans,.

## Discographie
- Kora jazz trio, Celluloïd/Rue Stendhal, 2003.
- Part II, Celluloïd/Rue Stendhal, 2005.
- Part III, Celluloïd/Rue Stendhal, 2008[7],[8].
- Part IV, Giro Music/ Cristal Records, 2018[9],[10].